# Normy (robotyka)
Normy w teorii sterowania (i robotyce) – normy stosowane w algorytmach sterowania, w szczególności sterowania odpornego. Przede wszystkim stosuje się normy zwykłe, rzadziej definiuje się dodatkowe.

## Normy macierzy
Dla macierzy dostępna jest norma spektralna:
{\displaystyle \|A\|_{2}\leqslant {\sqrt {\lambda _{A^{T}A}}}}
oraz
{\displaystyle \|A\|_{\infty }=\sup _{x\neq 0}{\frac {\|Ax\|_{\infty }}{\|x\|_{\infty }}}=\max _{i}\sum _{j=1}^{n}|A_{ij}|.}
Macierzy dotyczy także własność pierścieniowa:
{\displaystyle \|A*B\|<\|A\|*\|B\|,}
która jest stosowana w sterowaniu odpornym.

## Normy dla funkcji
Korzystając z notacji normy euklidesowej:
{\displaystyle \|v\|=v^{T}v={\sqrt {\sum _{i=1}^{m}v_{i}^{2}}},}
gdzie {\displaystyle v=[v_{1},v_{2},\dots ,v_{m}],}
dla funkcji {\displaystyle u(t)} zdefiniować można normę:
{\displaystyle \|u\|_{p}={\sqrt[{p}]{\int _{-\infty }^{+\infty }\|u(t)\|_{p}^{p}\,dt}},}
gdzie {\displaystyle p} oznacza stopień normy.
Wtedy energia sygnału zdefiniowana jest jako:
{\displaystyle \|u\|_{2}^{2}=\int _{-\infty }^{+\infty }\|u(t)\|_{2}^{2}\,dt=\int _{-\infty }^{+\infty }u(t)^{*}u(t)\,dt,}
a amplituda jako:
{\displaystyle \|u\|_{\infty }=\sup _{p}\|u(t)\|_{\infty }=\sup _{p}(\max _{i}|u_{i}(t)|).}